# Alexandre Soukhovo-Kobyline
Alexandre Soukhovo-Kobyline (en russe : Алекса́ндр Васи́льевич Су́хово-Кобы́лин), né le 29 septembre 1817 à Moscou et mort le 24 mars 1903 à Beaulieu-sur-Mer est un dramaturge, traducteur et futurologue russe. Il est membre de l'Académie des sciences de Saint-Pétersbourg à partir de 1902.

## Biographie
Fils d'un ancien combattant de la campagne de Russie, Alexandre Soukhovo-Kobyline naît dans une riche famille noble du village de Voskresenskoïe (Popovka), dans l'actuel district administratif de Troïtski de Moscou. Il a passé sa jeunesse dans ce village. Parmi les invités de la maison Soukhovo-Kobyline, l'on trouve Nikolaï Nadejdine, Mikhaïl Pogodine, Mikhaïl Maximovitch.
En 1834, à l'âge de seize ans, il entre à la faculté de physique et de mathématiques de l'Université impériale de Moscou. Il étudie les mathématiques, la physique, la chimie, l'astronomie, la minéralogie, la botanique, la zoologie, l'agriculture et la philosophie. Il poursuit ses études à Heidelberg et à Berlin.
Il fait plusieurs voyages à l'étranger. À Paris, il se lie avec une modiste du nom de Louise Simon-Dimanche qui est retrouvée assassinée le 7 novembre 1850. Alexandre Soukhovo-Kobyline se voit accusé de ce crime et mis en prison. Seule sa fortune lui permettra de faire face, en payant entre autres les pots-de-vin afin d'obtenir un non-lieu. Pendant sa détention, il écrit Le Mariage de Kretchinski, une farce sociale dénonçant l'injustice et la bureaucratie. Les deux autres œuvres qui suivent, L'Affaire et La Mort de Tarelkine bien qu'ayant un tout autre sujet sont réunies par le style de tragédie bouffe,.
En 1871, sur le conseil de son ami l'homme de lettres Konstantin Ouchinski, Soukhovo-Kobyline installe un séminaire dans son domaine situé dans le district de Novy Mologski du Gouvernement de Iaroslavl, l'institution préparait les enseignants et fonctionnait jusqu’à l'incendie survenu au manoir du domaine dans la nuit du 19 décembre 1899. Après l'incendie, le séminaire a été transféré à Ouglitch. Une partie importante des manuscrits philosophiques et mystiques de Soukhovo-Kobyline a été détruite lors du même incendie.
En 1900, il s'installe en France et vit avec sa fille Louise Narychkina à Beaulieu-sur-Mer, où il meurt le 24 mars 1903. Il est enterré au cimetière local.

## Futurologie
Par ses considérations et spéculations sur l'avenir de l'humanité, Soukhovo-Kobyline est parfois considéré comme un précurseur d'un courant de pensée futuriste spécifique à la Russie : le cosmisme. Dans un fragment d'un manuscrit philosophique dont la plus grande partie a été détruite lors d'un incendie (avec ses traductions et commentaires de Hegel), il affirme que le développement de l’humanité se fera en trois étapes : 
1. l'étape de l' « homme tellurique », ou terrestre, celle de notre humanité actuelle cantonnée à la planète Terre
2. l'étape solaire, durant laquelle l'humanité se répand dans tout le système solaire
3. le stade de l' « humanité sidérale », étape ultime où l'homme finit par habiter tous les mondes de l'univers.

Seule la troisième étape de l’humanité conduit à la liberté absolue, but final du développement humain. Ainsi entendu comme processus libératoire, ce développement doit faire passer l'être humain du stade d’animal évolué étroitement lié à la terre à celui d'ange sidéral affranchi de la gravité. Ce processus implique successivement : 
- la conversion de l’homme au végétarisme et à une vie d'abstinence
- le développement de corps moins massifs et plus petits, donc plus légers
- l'acquisition progressive de la capacité de voler

L'aptitude humaine au vol ne correspond pas seulement à l'utilisation de machines volantes toujours plus performantes, mais à la croissance de véritables ailes sur le corps – comparables à celles que possèdent les insectes volants –, et à l'acquisition d'un remarquable savoir-faire en matière d'auto-propulsion. Néanmoins, tant que durera sa phase tellurique actuelle, l'humanité restera prisonnière de la gravité, limitée par le corps et les sens que lui a donné la nature. 
Soukhovo-Kobyline soutient que si Dieu est un esprit et qu'un esprit est sans dimension ni localisation dans l'espace, alors les êtres humains qui tentent de s'approcher de Dieu devraient réduire la masse et le volume de leur corps, et par cette réduction devenir de plus en plus spirituels, c'est-à-dire de plus en plus affranchis du fardeau et des entraves que constituent ensemble l'espace et la gravité. Il s'appuie notamment sur l'exemple des insectes volants pour illustrer son point de vue : du fait même de leur taille réduite, c’est-à-dire de leur proximité avec l’esprit, les insectes volants tels que les mouches se révèlent être « merveilleusement mobiles ». Une mouche en vol peut en effet parcourir en une seconde cent fois sa propre longueur. Si un homme pouvait atteindre le même degré de vélocité, il pourrait parcourir près de deux cents mètres en une seconde, c'est-à-dire se déplacer dans l'espace à la vitesse d'un boulet de canon. Selon Soukhovo-Kobyline, plus nous évoluerons, et plus notre corps deviendra petit ; plus nous nous approcherons de Dieu, et plus nous nous réduirons physiquement, jusqu'à atteindre un point d'indivisibilité, sans dimension ni extension. À l'instar de Dieu lui-même, nous deviendrons alors, en l'absence de corps, invisibles, ayant atteint, au terme d'un long processus auto-dirigé, le but ultime de l'humanité – celui de la spiritualité, de l'unité et de la perfection divines.
Chez Soukhovo-Kobyline, la loi de la sélection naturelle est interprétée dans cette perspective de façon paradoxale, non pas comme une malédiction divine consécutive à la Chute de l'homme, mais comme  l'expression de la sagesse implacable de Dieu qui exerce son jugement sans faiblesse, permettant aux êtres forts et rationnels de se développer à l'infini, et éliminant progressivement les êtres faibles et insensés. Il soutient en ce sens une sorte de « darwinisme spiritualiste » où l'action divine s'apparente à une forme naturelle et universelle d'eugénisme.

## Œuvres
- Le Mariage de Kretchinski (1854)
- L'Affaire (1861)
- La Mort de Tarelkine (1869)